# 밀자개
밀자개(학명: Tachysurus nitidus)는 동자개과 밀자개속에 속하는 민물고기의 일종이다. 입가의 2쌍의 수염이 특징이다. 임진강·금강·영산강 등지에서 서식하며 중국에도 서식한다.